# Şükrü Kaya
Şükrü Kaya, né le 9 mars 1883 à Kos dans Empire ottoman et  mort le 10 janvier 1959 à Istanbul, est un homme politique turc. Il a occupé de nombreuses fonctions politiques dans les années 1920 et 1930.